# Kometensucher

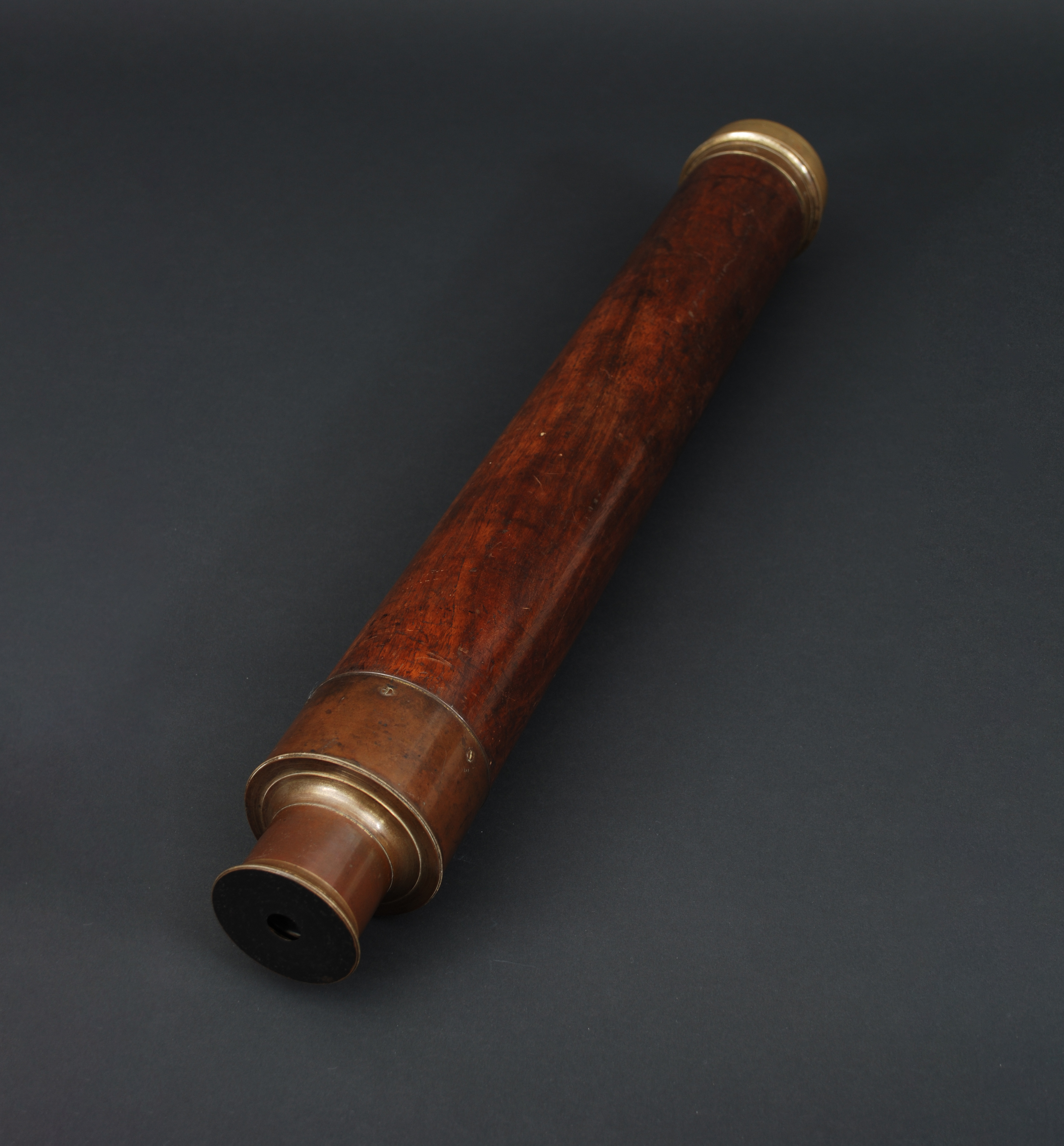
Kometensucher des Astronomen Wilhelm Olbers, um 1800–1830. Focke-Museum Bremen

Als Kometensucher wird in der Astronomie ein kompaktes, lichtstarkes Fernrohr mit geringer Vergrößerung bezeichnet. Durch diese Eigenschaften eignet es sich für die systematische Suche nach Kometen.
Meyers Konversationslexikon von 1895 beschreibt Kometensucher als Fernrohre von etwa 10–15 cm Objektivöffnung mit kurzer Brennweite … und großem Gesichtsfeld.
Bei einer systematischen Suche nach flächenhaften Himmelsobjekten – seien es Kometen, Nebel oder andere ausgedehnte Objekte – kommt es einerseits auf die Apertur des Objektivs an, noch mehr aber auf die möglichst weitgehende Erhaltung seiner Flächenhelligkeit. Daher ist – durch Verwendung eines Okulars mit nur schwacher Vergrößerung – die Austrittspupille des Fernrohrs so zu wählen, dass sie nur wenig kleiner ist als jene des dunkeladaptierten Auges (je nach Alter zwischen etwa 8 und 6 mm). Dadurch wird auch das Fernrohr-Gesichtsfeld groß, was bei Suchprogrammen immer vorteilhaft ist. Nützlich – aber nicht notwendig – ist auch ein Weitwinkelokular.

## Historische Kometensucher
Die meisten historischen und auch neuzeitlichen als Kometensucher verwendbaren Fernrohre haben ein Öffnungsverhältnis von 1:6 bis 1:10; die beste Vergrößerung folgt aus 5–6,5 mm der Austrittspupille. Bei einem Refraktor 8 cm / 60 cm ergäbe sich etwa 12- bis 16-fache Vergrößerung.
Der mehrfache Kometenentdecker Jean-Louis Pons (1761–1831) benutzte für seine Suchkampagnen den „Großen Sucher“ seines Refraktors, der offenbar eine große Öffnung und ein Gesichtsfeld von 3° hatte.
Der fraunhofersche Kometensucher der Sternwarte Kremsmünster von 1825 besteht aus einem achromatischen Objektiv von ca. 7 cm Öffnung und etwa 60 cm Brennweite. Zwei Okulare mit 10- bzw. 15-facher Vergrößerung ergeben ein ungewöhnlich großes Gesichtsfeld von 6°.
Einen sehr mächtigen Kometensucher besitzt die Archenhold-Sternwarte in Berlin. Der Refraktor hat eine Öffnung von 25 cm (ein „Zehnzöller“) und eine Brennweite von 160 cm. Hier wäre eine Vergrößerung zwischen etwa 30- und 50-fach sinnvoll.
Die Urania-Sternwarte in Wien besitzt sogar drei Kometensucher: zwei von Zeiss mit 6 cm bzw. 8 cm Öffnung und 70 cm Brennweite, und ein als Transit aufstellbares Instrument mit 14/130 cm.

## Feldstecher und Binokulare
Wenn keine speziellen Wünsche an Stabilität oder Montierung bestehen, ist ein großer, lichtstarker Feldstecher ein geeigneter, leicht zu handhabender Ersatz für einen regulären Kometensucher. Am Markt erhältliche Binokulare wie der legendäre Wachter Gigant 14 × 100 mm, den es ähnlich etwas preisgünstiger auch bei Celestron oder Fujinon als 20 × 80 mm gibt, ist eine gute Wahl, muss allerdings beim Beobachten aufgestützt oder am Kugelgelenk geführt werden. Eine etwas kleinere Version (z. B. 16 × 70 oder 12 × 60) ist gerade noch freihändig zu benützen, doch fehlt die Lichtstärke bei schwachen Objekten.
Eine wesentlich billigere (ab ~70 €) und handlichere Alternative vor allem für Anfänger ist ein Feldstecher 7x50, der sich auch gut als Dämmerungsglas (z. B. für Jäger) eignet. Natürlich ist die Reichweite und Vergrößerung geringer, doch manche nahe Kometen mit geringer Flächenhelligkeit sind darin sogar leichter zu finden. Die häufiger angebotenen Ferngläser 10x50 sind weniger geeignet.
Doppelfernrohre von 100 mm Öffnung benötigen hingegen eine reguläre Altazimut-Montierung, was sie bereits wesentlich teurer und schwerer zu handhaben macht. Einem Doppelfernrohr nur wenig unterlegen ist ein Teleskop mit einem Binokular-Augenstutzen. In beiden Fällen ist ein um 45° umlenkendes Okular vorteilhaft, mit dem man ermüdungsfrei in den Zenit blicken kann. Die größten am Markt erhältlichen Kometensucher haben Aperturen von 15 bis 20 cm und Brennweiten um einen Meter, kosten aber bereits um die 3000 Euro. Jene von Zeiss haben Dimensionen zwischen 8/50 cm und 11/75 cm.
Wichtig ist ferner eine hochqualitative Vergütung der Linsen und eine gute Entspiegelung des Tubus, um den Kontrast am Himmel zu erhöhen, was bei Gegenlicht am besten zu beurteilen ist. Wenn die Tubusblenden dafür nicht ausreichen, kann die Entspiegelung an kritischen Stellen durch einen mattschwarzen Lack verbessert werden.
Am Markt erhältliche Spiegelteleskope eignen sich weniger, weil sie 1) eine zu große Brennweite haben und 2) der Fangspiegel eine Vignettierung verursacht, was auch den Kontrast vermindert.